# Église Saint-Eutrope de Montpollin
Pour les articles homonymes, voir Église Saint-Eutrope.
L'église Saint-Eutrope est une église située sur la commune de Baugé-en-Anjou, en France.

## Localisation
L'église est située dans le bourg de Montpollin.

## Description

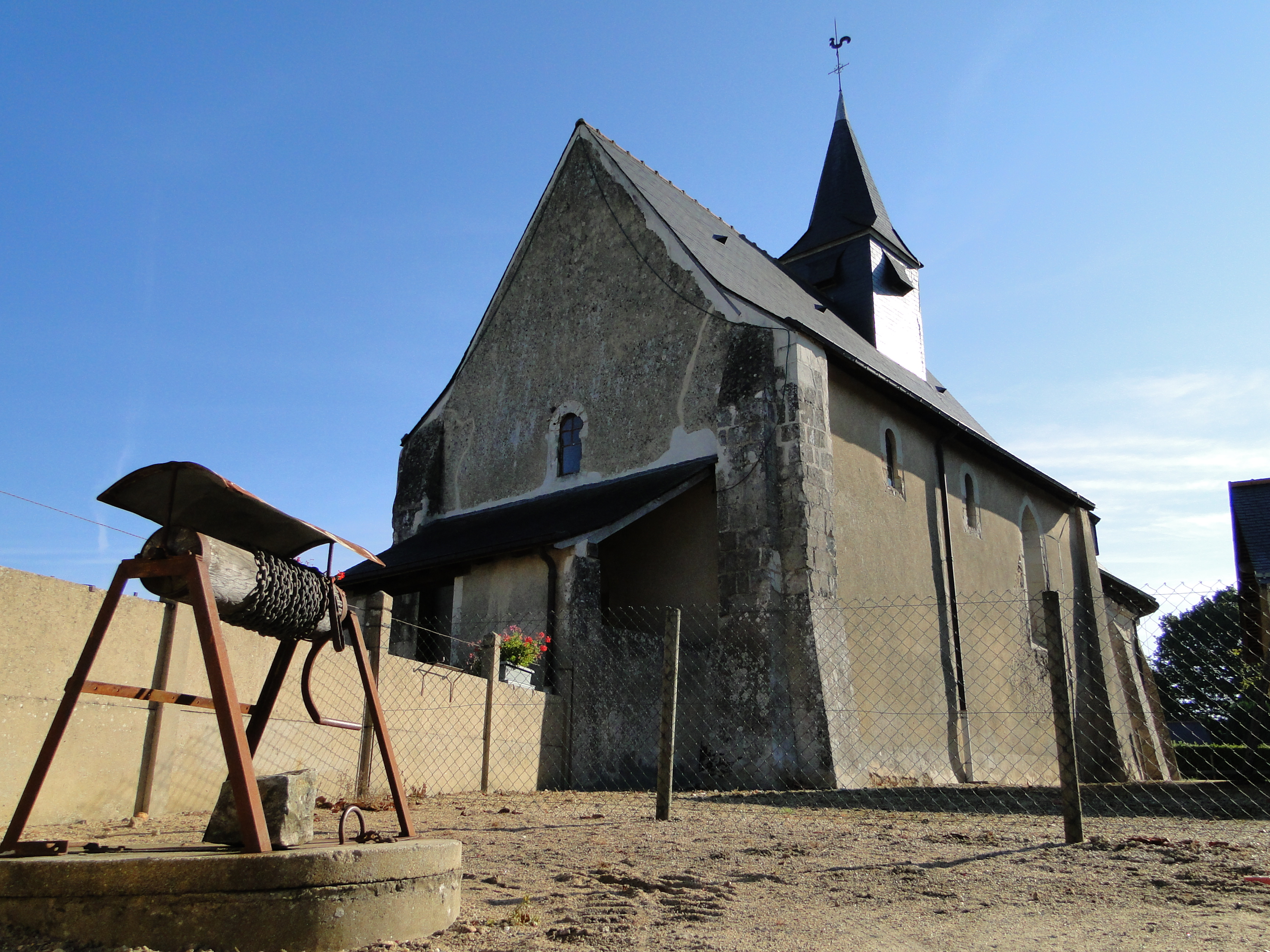
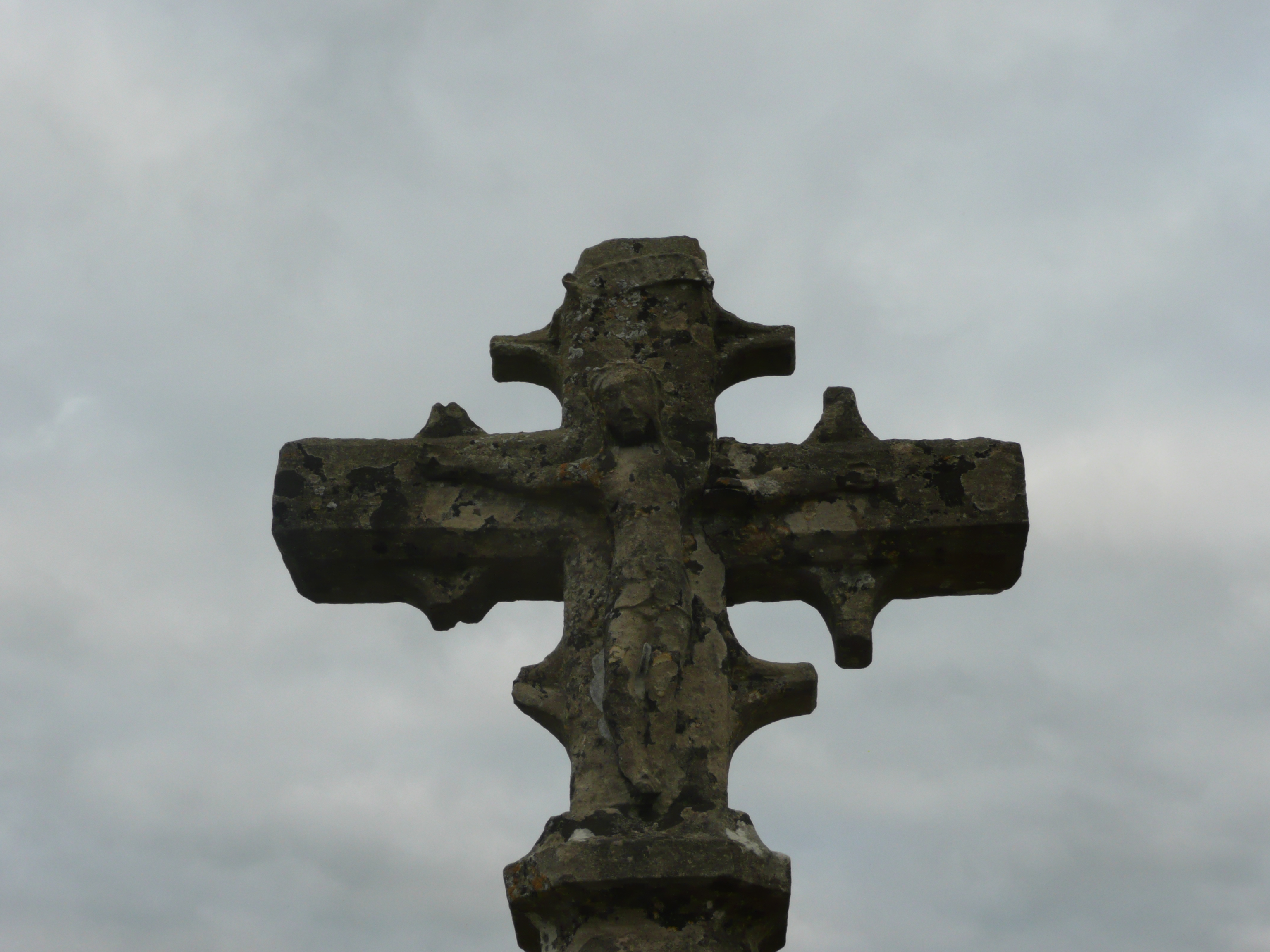
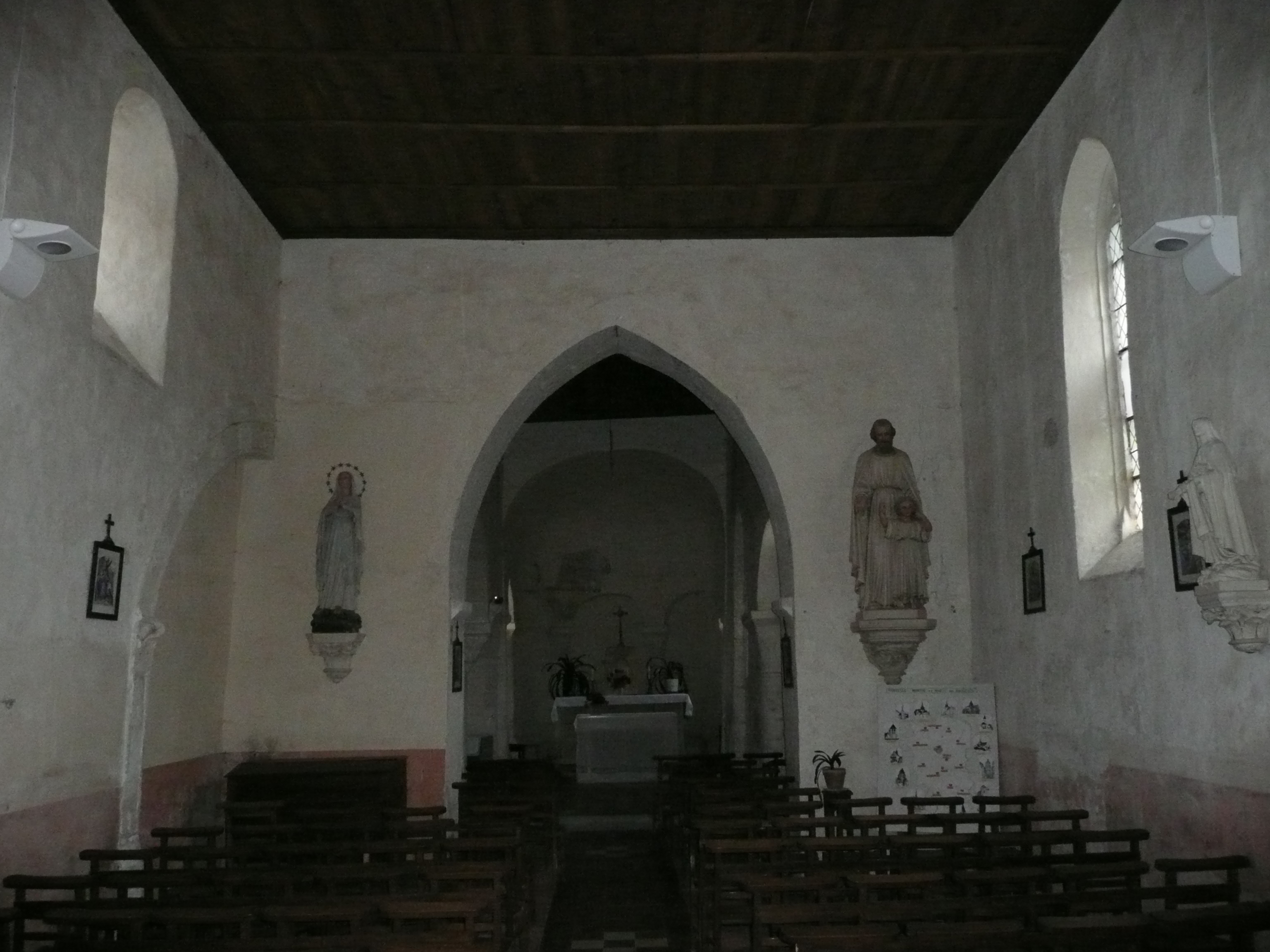
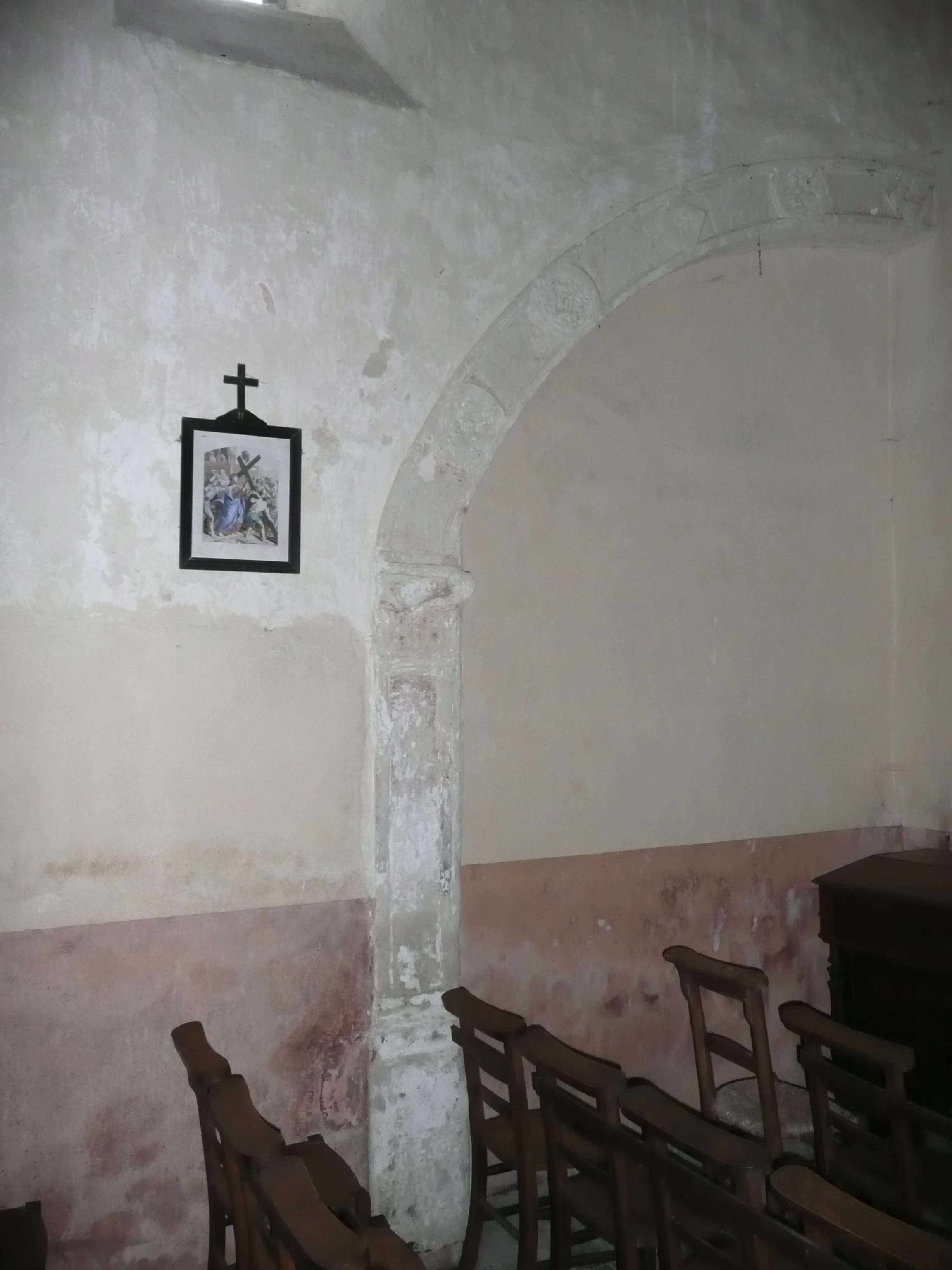
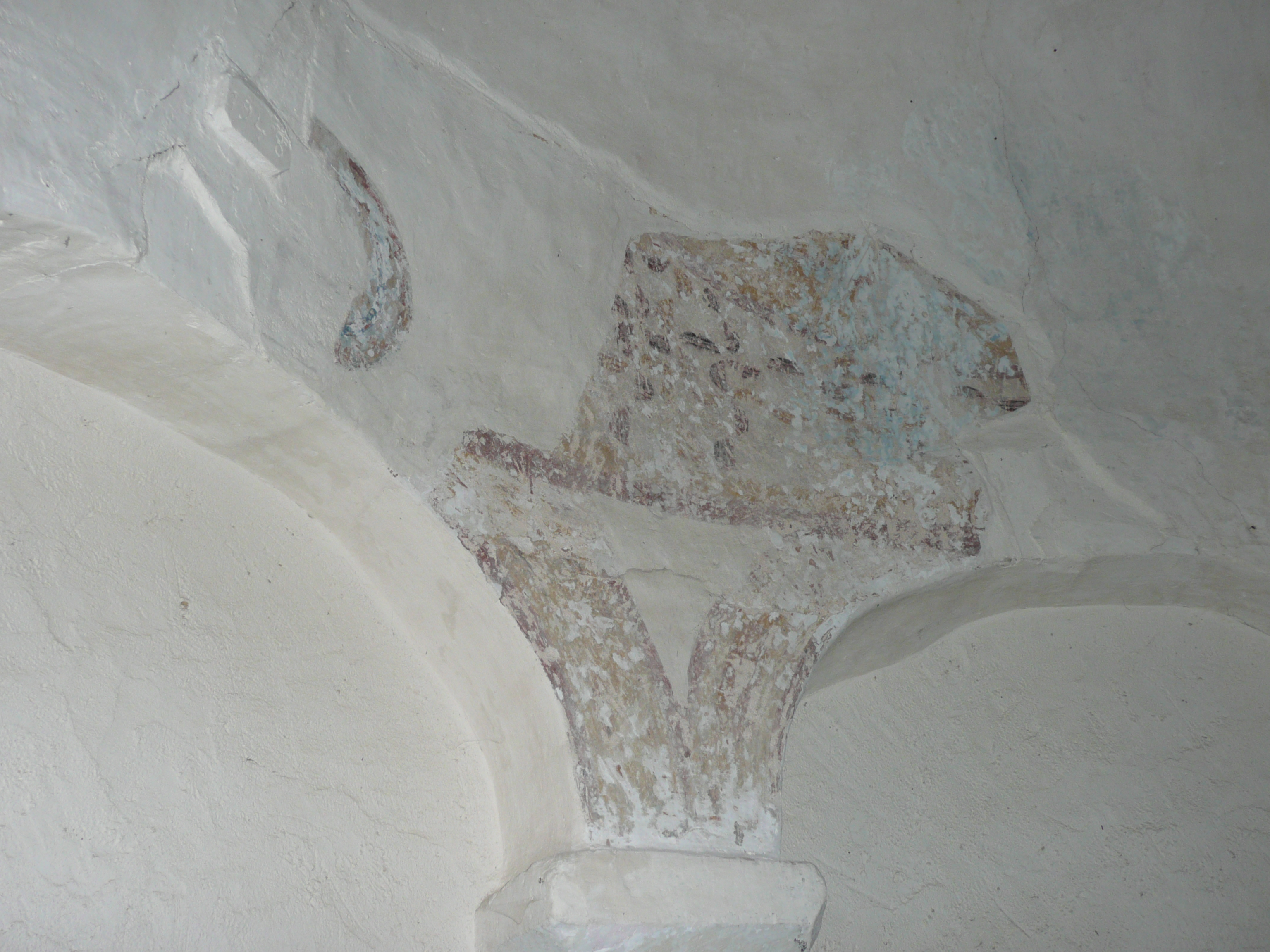

## Historique
L'édifice est inscrit au titre des monuments historiques en 1963.